# سوپ برش

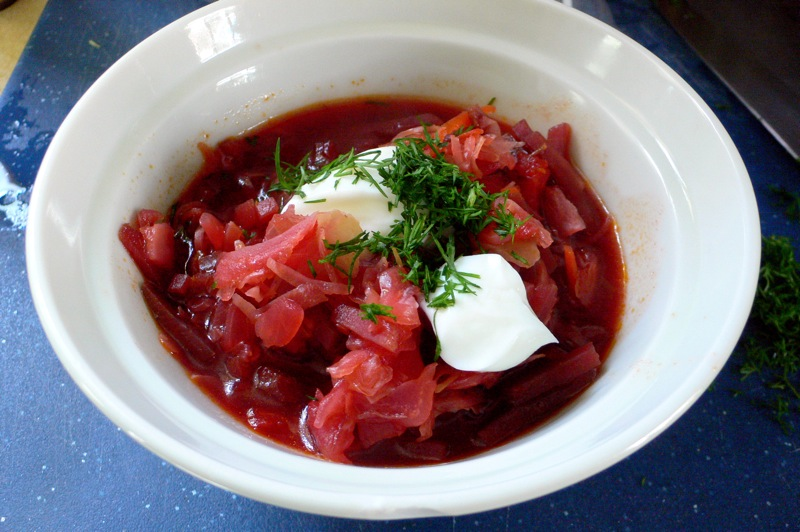
سوپ برش با خامه

سوپ بُرشچ (به روسی: борщ) یک غذای سنتی از اروپای شرقی است و زادگاه اصلی آن کشور اوکراین است. مادهٔ اصلی آن چغندر است و همین باعث قرمزرنگ بودن سوپ می‌شود. برای طعم بهتر، برش را معمولاً با ماست یا خامه سرو می‌کنند.
این غذا از روسیه و جمهوری‌های سابق شوروی به ایران راه یافته، در برخی از مناطق شمال ایران کاملاً شناخته شده‌است. اقلیت ارمنی مقیم ایران در وارد کردن این غذا به سفرهٔ ایرانی سهم عمده‌ای داشتند.

## دستور پخت

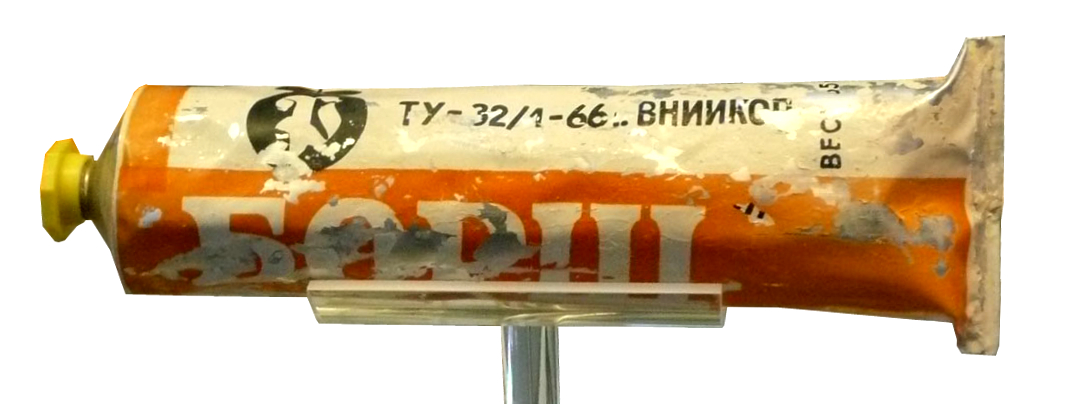
برش فضایی: تیوب محتوی سوپ برش که فضانوردان روسی در فضا مصرف می‌کردند

مواد لازم برای تهیه بُرش (برای ۸ نفر)
| ماده غذایی       | مقدار          | شکل                       |
| ---------------- | -------------- | ------------------------- |
| چغندر            | ۲ عدد بزرگ     | -                         |
| سیب‌زمینی         | ۲ عدد بزرگ     | حبه‌ای خرد شده             |
| پیاز             | ۱ عدد متوسط    | خرد شده                   |
| هویج             | ۲ عدد متوسط    | رنده شده                  |
| کلم پیچ سفید     | نصف کلم متوسط  | به صورت نوار نازک خرد شده |
| گوشت ماهیچه      | ۸۰۰ گرم        | -                         |
| کنسرو لوبیا قرمز | ۱ قوطی         | -                         |
| روغن             | ۴ قاشق غذاخوری | -                         |
| رب گوجه‌فرنگی     | ۵ قاشق غذاخوری | -                         |
| آبلیمو           | ۴ قاشق غذاخوری | -                         |
| برگ بو           | ۲ عدد          | -                         |
| ماست             | ۱۰۰ گرم        | -                         |
| خامه             | ۱۰۰ گرم        | -                         |
| نمک و فلفل سیاه  | به مقدار لازم  | -                         |
| شوید             | به مقدار لازم  | خرد شده                   |

۱) گوشت را در یک قابلمه با ۶ لیوان آب به مدت ۱ ساعت بجوشانید. بعد گوشت را درآورده، به صورت حبه‌ای تکه‌تکه کرده و دوباره نیم ساعت آب‌پز کنید.
۲) همزمان چغندرها را در یک قابلمه با ۱۰ پیمانه آب به مدت ۱ ساعت آب‌پز کنید. بعد چغندرها را کناری بگذارید تا سرد بشود. (آب باقی‌مانده را دور نریزید)
۳) سیب‌زمینی را حبه‌ای خرد کرده و در آب باقی‌مانده از چغندرها به مدت ۲۰ دقیقه بجوشانید.
۴) کلم پیچ را ریز (نواری) کرده و بعد از ۱۰ دقیقه از سیب‌زمینی‌ها به قابلمه اضافه کنید تا با سیب‌زمینی بجوشد.
۵) هویج را رنده کرده و پیاز را ریز کنید و با هم با ۴ قاشق غذاخوری روغن تف بدهید. وقتی که پخته شد، ۵ قاشق غذاخوری رب گوجه اضافه کرده و ۵ دقیقه دیگر همه را با هم تف بدهید.
۶) چغندرهای سرد شده را به صورت خلالی خرد کرده و به قابلمهٔ حاوی سیب زمینی و هویج اضافه کنید. گوشت آب‌پز شده و آب گوشت را هم اضافه کنید. همین‌طور آبلیمو، فلفل، نمک، کنسرو لوبیا و آبش، برگ بو و در نهایت ترکیب هویج و پیاز و رب گوجه که از قبل آماده بود. قابلمهٔ حاوی همهٔ مواد اولیه را روی شعلهٔ متوسط گذاشته تا ۱۰ دقیقهٔ دیگر بپزد.
۷) در نهایت، موقع سرو کردن، روی سوپ ترکیب خامه و ماست و کمی شوید ریز شده بریزید.
در روسیه برای سرو بُرش، از خامهٔ ترش (سْمِتانا) استفاده می‌شود. به جای خامه ترش می‌توان از ترکیب خامه و ماست استفاده کرد.

## ریشهٔ واژه
نام سوپ در فارسی «بُرش» (Borsch) تلفظ می‌شود که از زبان روسی گرفته شده‌است. همین تلفظ در زبان لهستانی و سایر زبان‌های اروپای شرقی نیز به‌کار می‌رود. این سوپ از طریق مهاجران یهودی به آمریکا برده شده و تلفظ عبری آن به‌صورت «بُرشت» (Borscht) در قاره ٔآمریکا معمول است.